# Призрак (телесериал, 2018)
«Призрак» (англ. The Haunting) — американский телесериал в жанре ужасов, триллера и антологии, созданный режиссёром Майком Флэнаганом и транслируемый стриминговым сервисом Netflix.  
Премьера первого сезона, «Призрак дома на холме», состоялась 12 октября 2018 года на Netflix, а выход второго сезона под названием «Призраки усадьбы Блай» — 9 октября 2020 года. Во всех сезонах главные роли исполняют Виктория Педретти, Генри Томас, Оливер Джексон-Коэн, Карла Гуджино и Кейт Сигел.

## Сюжет

### Сезон 1
Летом 1992 года Хью и Оливия Крейн со своими детьми Стивеном, Шерли, Теодорой, Люком и Элеонорой переезжают в «Хилл-Хаус», чтобы отремонтировать особняк, продать его, а за вырученные деньги построить собственный дом по эскизам Оливии. Но ремонт занимает больше времени, чем они ожидали, а вокруг семьи начинают происходить сверхъестественные явления, которые приводят к трагической потере, и Крейны вынуждены срочно покинуть дом.
Двадцать шесть лет спустя братья и сёстры Крейн и их отчуждённый отец воссоединяются из-за новой потери, которая заставляет их переосмыслить события, произошедшие в «Хилл-Хаусе» и, тем или иным образом, повлиявшие на каждого из них.

### Сезон 2
Молодая американка Дэни Клейтон уезжает в Англию, чтобы забыть о личной драме. Она становится гувернанткой в усадьбе лорда Генри Уингрейва, где живут его племянники-сироты Флора и Майлз. Первое время жизнь в особняке кажется идиллией: дети умны и послушны, слуги относятся к Дэни хорошо.
Но постепенно зловещие тайны усадьбы Блай начинают проявляться одна за другой, а с ними и тайны всех его обитателей. Возникающие по ночам следы босых ног ведут к туманному озеру, дети периодически поступают так, будто их волей управляют неприятные и гораздо более взрослые люди. Они манипулируют своей новой гувернантко, запирают её в шкафу, а Майлз испытывает взрослые чувства к Дэни. Девушка должна разобраться во всех проблемах и узнать страшную тайну усадьбы Блай, которая может стоить слишком дорогую цену.

## Сезоны
| Сезон | Сезон | Название              | Эпизоды | Оригинальная дата выхода | Оригинальная дата выхода | Телеканал |
| Сезон | Сезон | Название              | Эпизоды | Премьера сезона          | Финал сезона             | Телеканал |
| ----- | ----- | --------------------- | ------- | ------------------------ | ------------------------ | --------- |
|       | 1     | Призрак дома на холме | 10      | 12 октября 2018          | 12 октября 2018          | Netflix   |
|       | 2     | Призраки усадьбы Блай | 9       | 9 октября 2020           | 9 октября 2020           | Netflix   |

## Эпизоды

### Сезон 1: «Призрак дома на холме»(2018)
| № общий | № в сезоне | Название                                         | Режиссёр      | Автор сценария                 | Дата премьеры   |
| ------- | ---------- | ------------------------------------------------ | ------------- | ------------------------------ | --------------- |
| 1       | 1          | «Стивен видит призрака» «Steven Sees a Ghost»    | Майк Флэнаган | Майк Флэнаган                  | 12 октября 2018 |
| 2       | 2          | «Открытый гроб» «Open Casket»                    | Майк Флэнаган | Майк Флэнаган                  | 12 октября 2018 |
| 3       | 3          | «Прикосновение» «Touch»                          | Майк Флэнаган | Лиз Фанг                       | 12 октября 2018 |
| 4       | 4          | «Фишка близнецов» «The Twin Thing»               | Майк Флэнаган | Скотт Косар                    | 12 октября 2018 |
| 5       | 5          | «Женщина со сломанной шеей» «The Bent-Neck Lady» | Майк Флэнаган | Мередит Эверилл                | 12 октября 2018 |
| 6       | 6          | «Две бури» «Two Storms»                          | Майк Флэнаган | Майк Флэнаган и Джефф Ховард   | 12 октября 2018 |
| 7       | 7          | «Панегирик» «Eulogy»                             | Майк Флэнаган | Чариз Кастро Смит              | 12 октября 2018 |
| 8       | 8          | «Отметки» «Witness Marks»                        | Майк Флэнаган | Джефф Ховард и Ребекка Клингел | 12 октября 2018 |
| 9       | 9          | «Паника» «Screaming Meemies»                     | Майк Флэнаган | Мередит Эверилл                | 12 октября 2018 |
| 10      | 10         | «Тишина лежала неуклонно» «Silence Lay Steadily» | Майк Флэнаган | Майк Флэнаган                  | 12 октября 2018 |

### Сезон 2: «Призраки усадьбы Блай»(2020)
| № общий | № в сезоне | Название                                                                | Режиссёр                    | Автор сценария     | Дата премьеры  |
| ------- | ---------- | ----------------------------------------------------------------------- | --------------------------- | ------------------ | -------------- |
| 11      | 1          | «Большое прекрасное место» «The Great Good Place»                       | Майк Флэнаган               | Майк Флэнаган      | 9 октября 2020 |
| 12      | 2          | «Ученик» «The Pupil»                                                    | Киаран Фой                  | Джеймс Флэнаган    | 9 октября 2020 |
| 13      | 3          | «Два лица, часть первая» «The Two Faces Pt 1»                           | Киаран Фой                  | Дайан Адему-Джон   | 9 октября 2020 |
| 14      | 4          | «Друзья наших друзей» «The Way It Came»                                 | Лиам Гэвин                  | Лори Пенни         | 9 октября 2020 |
| 15      | 5          | «Алтарь мёртвых» «The Altar of the Dead»                                | Лиам Гэвин                  | Анджела Ламанна    | 9 октября 2020 |
| 16      | 6          | «Весёлый уголок» «The Jolly Corner»                                     | Йоланда Рамке и Бен Хаулинг | Ребекка Ли Клингел | 9 октября 2020 |
| 17      | 7          | «Два лица, часть вторая» «The Two Faces Pt 2»                           | Йоланда Рамке и Бен Хаулинг | Близнецы Кларксон  | 9 октября 2020 |
| 18      | 8          | «Романтика некоторых старых вещей» «The Romance of Certain Old Clothes» | Акселль Кэролин             | Лиа Фонг           | 9 октября 2020 |
| 19      | 9          | «Зверь в чаще» «The Beast in the Jungle»                                | Э. Л. Кац                   | Джулия Бикнелл     | 9 октября 2020 |

## В ролях

### «Призрак дома на холме»

#### Основной состав
- Виктория Педретти — Элеонора (Нелл) Крейн Вэнс
- Генри Томас — Хью Крейн
- Оливер Джексон-Коэн — Люк Крейн
- Кейт Сигел — Теодора (Тео) Крейн
- Михил Хёйсман — Стивен Крейн
- Карла Гуджино — Оливия Крейн

### «Призраки усадьбы Блай»

#### Основной состав
- Виктория Педретти — Дэни Клейтон
- Генри Томас — Генри Уингрейв
- Оливер Джексон-Коэн — Питер Куинт
- Рахул Коли — Оуэн Шарма
- Кейт Сигел — Виола Уиллоби
- Карла Гуджино — Рассказчица

## Разработка

### «Призрак дома на холме»
В апреле 2017 года стриминговый сервис Netflix заказал 10-серийную адаптацию классического романа ужасов писательницы Шерли Джексон - «Призрак дома на холме», с Майком Флэнаганом и Тревором Мэйси в качестве исполнительных продюсеров.  
Съёмки первого сезона стартовали в октябре 2017 года в Атланте, штат Джорджия, и её окрестностях. Поместье Бишэм-Манор послужило экстерьером для особняка «Хилл-Хаус». 
В актёрский каст были зачислены Михил Хёйсман, Оливер Джексон-Коэн, Кейт Сигел, Элизабет Ризер и Виктория Педретти.

### «Призраки усадьбы Блай»
21 февраля 2019 года Netflix заказал 2 сезон «Призрака» под названием «Призраки усадьбы Блай», основанный на повести 1898 года «Поворот винта», написанной писателем Генри Джеймсом. Хоть «Призраки усадьбы Блай» и являются 2 сезоном сериала, сюжетно они никак не связаны с первым сезоном, из-за этого сериал стал сериалом-антологией. 
Из первого сезона к участию во второй сезон вернулись центральные актёры: Виктория Педретти, Генри Томас, Оливер Джексон-Коэн и Кейт Сигел. Также, к касту присоединились Рахул Коли и ещё несколько актёров. 
Премьера второго сезона, состоящего из 9 эпизодов, состоялась 9 октября 2020 года. Несмотря на то, что в основном в сериале обыгрываются сюжетные ходы «Поворта винта», в сериале присутствуют некоторые сюжетные элементы из других произведений Генри Джеймса, которые не были экранизированы до этого. 

### Будущее
После выхода второго сезона в декабре 2020 года Майк Флэнаган подтвердил, что выход 3 сезона «Призрака» не планируется. При этом, он упомянул, что если планы поменяются, он обязательно сообщит об этом. В ноябре 2023 года Флэнаган объявил, что если бы 3 сезон «Призрака» был одобрен, то он стал бы экранизацией романа писателя Ричарда Мэтисона «Адский дом». Однако, выход 3 сезона так и не состоялся и сериал был закрыт после 2 сезона.

## Критика

### «Призрак дома на холме»
На сайте-агрегаторе Rotten Tomatoes первый сезон имеет высокий рейтинг одобрения в 93% "свежести" на основе 104 рецензий. По словам критиков, «Призрак дома на холме» является захватывающей историей про привидений с нарастающим напряжением и леденящим душу финалом. На сайте Metacritic первый сезон имеет высокий положительный балл в 79 баллов из 100 на основе 18 рецензий. 

### «Призраки усадьбы Блай»
На сайте-агрегаторе Rotten Tomatoes второй сезон сериала имеет довольно высокий рейтинг одобрения в 88% "свежести" на основе 94 рецензий. Как утверждают критики, «Призраки усадьбы Блай» не такие страшные, как первый сезон, но, с помощью виртуозных сюжетных ходов и хорошего юмора, 2 сезон является прекрасным образчиком в растущей фильмографии Майка Флэнагана. На сайте Metacritic 2 сезон получил средний балл в 63 балла из 100 на основе 18 рецензий.